# Henri de Brouckère
Henri Marie Jospeh Ghislain de Brouckère, född 25 januari 1801 och död 25 januari 1895, var en belgisk politiker.
de Brouckère var kunglig prokurator vid revolutionens utbrott 1830, delegerad i London vid prins Leopolds kallande till kung samma år. Han var civilguvernör i Antwerpen 1840-1844, medlem av deputeradekammaren 1833-1848 och 1857-1870, där han så småningom blev ledare för de moderata liberalerna. Som konseljpresident (och utrikesminister) 1852-1855 sökte han närma de båda stridande partierna, liberaler och klerikaler, men misslyckades.
Henri de Brouckère var bror till inrikes och krigsministern Charles de Brouckère.

## Utmärkelser
- Statsminister i Belgien,  12 oktober 1849[4]
- Storkors av Gregoriusorden[5]
- Storkors av Hederslegionen[5]
- Storkors av Leopoldorden[5]
- Belgiens järnkors[5]

[Redigera Wikidata]